# Мидл Ајланд (Њујорк)
Мидл Ајланд (енгл. Middle Island) насељено је место без административног статуса у америчкој савезној држави Њујорк.

## Демографија
По попису из 2010. године број становника је 10.483, што је 781 (8,0%) становника више него 2000. године.
| Група             | 2000.         | 2010.         |
| Белци             | 7.865 (81,1%) | 8.134 (77,6%) |
| Афроамериканци    | 735 (7,6%)    | 856 (8,2%)    |
| Азијати           | 237 (2,4%)    | 371 (3,5%)    |
| Хиспаноамериканци | 667 (6,9%)    | 974 (9,3%)    |
| Укупно            | 9.702         | 10.483        |